# أربط سفلي
أربط سفلي هي قرية في مقاطعة مياندوآب، إيران. عدد سكان هذه القرية هو 188 في سنة 2006.